# Hyaleucerea chapmani
Hyaleucerea chapmani är en fjärilsart som beskrevs av Klages 1906. Hyaleucerea chapmani ingår i släktet Hyaleucerea och familjen björnspinnare. Inga underarter finns listade i Catalogue of Life.